# IPhone OS 1
iPhone OS 1 è la prima versione del sistema operativo per dispositivi mobili iOS, sviluppato da Apple Inc.. iPhone OS 1.1.4 è l'ultima versione di iPhone OS 1 per iPhone mentre iPhone OS 1.1.5 è l'ultima versione per iPod touch.
Non è mai stato dato un nome ufficiale alla prima versione; il settore marketing di Apple ha semplicemente dichiarato che l'iPhone installava una versione del sistema operativo desktop di Apple, macOS.
Il 6 marzo 2008, con il rilascio del primo kit di sviluppo di software (iPhone SDK), Apple l'ha nominato iPhone OS (successivamente, il 7 giugno 2010, lo rinominarono in "iOS").
L'aggiornamento a iPhone OS 1.1.3 costava $ 19,95 per utenti con un iPod touch.

## Dispositivi supportati

### iPhone
iPhone (prima generazione)

### iPod touch
iPod touch (prima generazione)

## Changelog

### iPhone OS 1.0
- Release iniziale su iPhone (29 giugno 2007).

### iPhone OS 1.0.1
- Corretto un bug di sicurezza di Safari

### iPhone OS 1.0.2
- Corretti alcuni bug
- Ciò che viene cancellato dall'iPhone non viene più sincronizzato di nuovo da iTunes
- Nell'applicazione Mappe è possibile immettere indirizzi più lunghi

### iPhone OS 1.1
- Release iniziale per iPod touch (14 settembre 2007)
- Aggiunta l'applicazione iTunes Store

### iPhone OS 1.1.1
- Aumentato il volume dell'altoparlante e del microfono
- Il doppio click sul tasto home ora porta ai preferiti del telefono oppure ai controlli dell'iPod
- Il doppio tap sulla barra spaziatrice ora inserisce il "."
- Gli allegati alle email ora sono visualizzabili anche in orizzontale
- Nelle app Borsa e Meteo è possibile ordinare a piacimento le varie sezioni
- Nella barra di stato è visibile la batteria dell'auricolare Apple quando collegato
- Supporto per la connessione alla TV
- Nelle impostazioni è possibile disattivare la rete EDGE/GPRS
- Volume degli avvisi modificabile
- Nuova interfaccia per la calcolatrice
- Nuovi intervalli per l'inserimento del PIN

### iPhone OS 1.1.2
- Lingue e tastiere internazionali
- La carica della batteria è visibile anche su iTunes
- Corretti numerosi bug

### iPhone OS 1.1.3
- Aggiunte le applicazioni Mail, Mappe, Borsa, Meteo e Note per iPod touch
- I contatti nelle chiamate recenti ora visualizzano l'orario delle ultime chiamate ricevute
- L'applicazione Mappe su iPhone ora possiede la funzione di localizzazione con cui si può determinare la posizione approssimativa del telefono utilizzando le cellule della linea telefonica
- Le icone della schermata home possono essere ricollocate e posizionate su schermate home multiple (fino a 9)
- iTunes Gift Cards possono essere usate su iTunes Music Store
- Il download di film da iTunes ora ha il supporto ai capitoli
- La musica ha il supporto ai testi delle canzoni
- Le Web Clips possono essere aggiunte (o rimosse) dalla schermata home
- Gli SMS possono essere inviati a contatti multipli
- L'applicazione SMS ora salva fino a 75.000 SMS (prima ne salvava solo 1.000)
- Setup automatico per i nuovi account Gmail come IMAP (prima era POP3)
- La tastiera è ora multi-touch (è possibile premere shift+a, ad esempio)
- Il popup degli SMS in arrivo ha ora i tasti "Chiudi" o "Rispondi" anziché "Ignora" e "Rispondi"
- Le etichette per i contatti possono essere cancellate
- Le applicazioni sull'iPhone non vengono lanciate dalla cartella "root", invece vengono lanciate dalla cartella "mobile"
- Corretti numerosi bug

### iPhone OS 1.1.4
- Ordine degli SMS corretto
- Anziché scorrere, i nomi della maggior parte dei gestori della rete attiva ora vengono visualizzati per intero
- Aumentato il frame rate della fotocamera
- Aumentata la velocità complessiva dell'interfaccia
- Corretti numerosi bug

### iPhone OS 1.1.5
- Corretto un bug per gli utenti che non avevano scelto di pagare per l'aggiornamento alla versione 2.0